# Eriastichus cigdemae
Eriastichus cigdemae är en stekelart som beskrevs av Lasalle 1994. Eriastichus cigdemae ingår i släktet Eriastichus och familjen finglanssteklar.
Artens utbredningsområde är Costa Rica. Inga underarter finns listade i Catalogue of Life.